# Dominik Buksak
Dominik Buksak (Gdańsk, 19 de septiembre de 1992) es un deportista polaco que compite en vela en la clase 49er. Ganó dos medallas de plata en el Campeonato Europeo de 49er, en los años 2018 y 2023.

## Palmarés internacional
| \| Campeonato Europeo \| Campeonato Europeo \| Campeonato Europeo \| Campeonato Europeo \| \| Año \| Lugar \| Medalla \| Clase \| \| ------------------ \| -------------------- \| ------------------ \| ------------------ \| \| 2018 \| Gdynia (Polonia) \| Medalla de plata \| 49er \| \| 2023 \| Vilamoura (Portugal) \| Medalla de plata \| 49er \| |                      |                  |       |
| Campeonato Europeo |                      |                  |       |
| Año | Lugar                | Medalla          | Clase |
| 2018 | Gdynia (Polonia)     | Medalla de plata | 49er  |
| 2023 | Vilamoura (Portugal) | Medalla de plata | 49er  |